# ペインレス
『ペインレス』（Insensibles）は2012年のスペイン・フランス・ポルトガルのホラー・サスペンス映画。
フアン・カルロス・メディナ監督の劇場長編デビュー作で、出演はアレックス・ブレンデミュールとトーマス・レマルキスなど。
生まれつき痛覚を持たない子どもたちが辿る過酷な運命を20世紀のスペインの歴史と絡めて描いている。
2012年度のシッチェス・カタロニア国際映画祭およびトロント国際映画祭の正式出品作品である。
日本では、日西交流400年を記念してスパニッシュホラー4作品を上映する特別企画「スクリーム・フェスト スペイン2013」のオープニング作品として、2013年9月7日から東京・ヒューマントラストシネマ渋谷で劇場公開された。

## ストーリー
1931年、スペインのある村で生まれつき痛覚を持たない子どもたちが見つかる。痛みを理解できない彼らは、自分だけでなく他人をも傷つけ、場合によっては殺してしまうこともあるため、彼らの存在を恐れた政府は、子どもたちを隔離施設に収容する。施設の医師らは子どもたちを人間扱いしなかったが、子どもたちを憐れに思う看護師マグダレーナの依頼でやって来たドイツ人医師ホルツマンによって、子どもたちは痛みを「学ぶ」ようになる。しかし、スペイン内戦を経て第二次世界大戦を迎えると、施設を維持できなくなったために止むなく子どもたちは安楽死させられてしまう。その中でただ1人生き残った少年ベニグノは、激しい怒りから「怪物」となり、「ベルカノ」の名を与えられてナチス・ドイツの拷問士となる。そして大戦後、スペイン当局による苛烈な赤狩りにおいて、共産主義者を拷問する役目を与えられていたベルカノは、ある日、1人の女性を拷問することになる。しかし、彼女の姿に、幼い頃にともに施設に収容された後に安楽死させられた幼なじみの少女イネスの面影を感じ取ったベルカノは、彼女に恋をする。
2000年、医師のダビッドは自ら運転する車で事故を起こし、妊娠中の妻アネイスを亡くす。6ヶ月の胎児だけは助かるが、治療の中でダビッドに深刻な悪性リンパ腫が見つかる。ダビッドは両親に骨髄を移植してくれるように頼むが、それは不可能だと言われてしまう。実はダビッドは養子で、刑務所で働いていた父アダンが刑務所で生まれた赤ん坊を引き取って育てたのである。アダンは頑なに実の両親のことを隠すが、ダビッドは自らの手で実の両親を探すことにする。その結果、ダビッドの実父は、刑務所で拷問士として「飼われていた」怪物ベルカノであり、実母は刑務所に収監された共産主義者の女性であることが判明する。アダンは赤狩りでベルカノを使って拷問を行なっていたことをはじめ、ベルカノから赤ん坊を奪い取り、ベルカノと赤ん坊の母親を牢屋に閉じ込めて見殺しにした過去の全てをどうしても隠したかったのだが、ダビッドが全てを知ると、妻クララは自殺、自らもダビッドの目の前で拳銃自殺をする。
実の両親が閉じ込められた牢屋を見つけ出したダビッドは、床の穴から外に出られることに気付く。その穴を通って辿り着いた先には、防腐処理によって若い頃の姿を保ったままの実母の遺体が横たわっていた。そこに年老いたベルカノが現れる。ダビッドに襲いかかるベルカノだったが、ダビッドの瞳を見て、かつて奪われた息子であることに気付く。ダビッドが落としたライターの火によって、実母の遺体とともにベルカノは炎に包まれる。その様子を見たダビッドは立ちすくみ、そのまま死を覚悟する。

## キャスト

### 2000年
- ダビッド・マルテル: アレックス・ブレンデミュール - 医師。離婚歴あり。
- ジュディス: シルビア・ベル（カタルーニャ語版） - ダビッドの元妻で同僚の医師。
- アダン・マルテル: フアン・ディエゴ（スペイン語版） - ダビッドの父。
- クララ・マルテル: アンジェルス・ポック（カタルーニャ語版） - ダビッドの母。
- アネイス: イレーネ・モンターラ（カタルーニャ語版） - ダビッドの現在の妻。結婚10年。

### 1930年代から1960年代
- ベルカノ: トーマス・レマルキス - 拷問士。生まれつき痛覚を持たない。
- ホルツマン: デレク・デ・リント - ユダヤ系ドイツ人の高名な医師。
- カルセド: ラモン・フォンセレ（カタルーニャ語版） - 隔離施設の厳格な医師。
- マグダレーナ: ベア・セグラ（カタルーニャ語版） - 隔離施設の心優しい看護師。
- アダン・マルテル: フェリックス・ゴメス（スペイン語版） - 刑務所勤務の警察官。